# Stephanie White
Stephanie Joanne White, già coniugata McCarty (West Lebanon, 20 giugno 1977), è un'ex cestista e allenatrice di pallacanestro statunitense, professionista nella WNBA.

## Carriera
È stata selezionata dalle Charlotte Sting al secondo giro del Draft WNBA 1999 (21ª scelta assoluta).

## Palmarès

### Giocatrice
- Campionessa NCAA (1999)

### Allenatrice
- WNBA Coach of the Year (2023)